# 나폴레타나 소스
나폴레타나 소스(napoletana+sauce, 이탈리아어: salsa alla napoletana 살사 알라 나폴레타나[*]) 또는 나폴리탄 소스는 이탈리아 밖에서 이탈리아식 토마토 소스를 일컫는 말이다. 나폴리 지역에서는 "소스"라는 뜻의 살사(salsa라 부른다. 그러나 이탈리아에서 나폴리 지역과 연관지어지는 소스는 라구(고기 소스)인 라구 나폴레타노/라구 알라 나폴레타나이다.

## 같이 보기
- 나포리탄
- 라구 나폴레타노
- 마리나라 소스